# Unione Sportiva Fascista Salernitana 1941-1942
Questa pagina raccoglie i dati riguardanti la Unione Sportiva Fascista Salernitana nelle competizioni ufficiali della stagione 1941-1942.

## Stagione
La stagione 1941-1942 inaugura un nuovo ciclo vincente, uno dei più importanti storicamente per la Salernitana.
Il presidente Matteo Scaramella convince Gipo Viani a svolgere il doppio ruolo di allenatore-giocatore, con risultati visibili già dalla prima stagione: i campani vinceranno il proprio girone di Serie C.
La squadra si rinforza inoltre con uomini di spessore, quali Elio Onorato e il bomber Vincenzo Margiotta.
Il campionato viene agilmente vinto ma la squadra non ottiene l'accesso al girone finale in quanto un presunto episodio di corruzione nel derby salernitano contro la Cavese, gara sul campo finita 8-0, lo impedisce: i cavesi riescono a far dichiarare a Cozzi, portiere metelliano, di essere stato corrotto da un emissario per subire quanti più gol possibili. Come però anche Carella nel suo libro Storia della Salernitana dai pionieri (1910) al mancato ritorno in A (1995) fa notare, si rivela quasi inspiegabile un comportamento del genere, in quanto la Salernitana ebbe modo di mostrarsi superiore sul campo a molte compagini, inclusa la Cavese, e avrebbe probabilmente vinto il derby, indipendentemente dalla presunta infrazione.
La promozione in Serie B viene dunque rimandata alla stagione successiva.

## Divise
La Salernitana dal 1929 al 1943 adotterà nuovamente come colore sociale il bianco-celeste, ma in alcune gare giocherà con la maglia interamente celeste.
| Manica sinistra · Manica sinistra · Maglietta · Maglietta · Manica destra · Manica destra · Pantaloncini · Calzettoni | Manica sinistra · Maglietta · Maglietta · Manica destra · Pantaloncini · Calzettoni |

## Organigramma societario
Fonte
Area direttiva
- Presidente: Matteo Scaramella
- Segretario: Antonio Pizzi

Area tecnica
- Allenatore: Giuseppe Viani

Area sanitaria
- Medico Sociale: Gino Bernabò
- Massaggiatore: Angelo Carmando

## Rosa
Fonte
| N. |                   | Ruolo | Calciatore        |
| -- | ----------------- | ----- | ----------------- |
|    | Italia (bandiera) | P     | Archimede Nardi   |
|    | Italia (bandiera) | P     | Giuseppe Traverso |
|    | Italia (bandiera) | D     | Fernando Lomi     |
|    | Italia (bandiera) | D     | Aldo Monsellato   |
|    | Italia (bandiera) | D     | Franco Pian       |
|    | Italia (bandiera) | D     | Alberto Rosso     |
|    | Italia (bandiera) | C     | Vittorio Dagianti |
|    | Italia (bandiera) | C     | Mario Dalfini     |
|    | Italia (bandiera) | C     | Carmine Iacovazzo |
|    | Italia (bandiera) | C     | Gerardo Naddeo    |
|    | Italia (bandiera) | C     | Sergio Rampini    |

| N. |                   | Ruolo | Calciatore                  |
| -- | ----------------- | ----- | --------------------------- |
|    | Italia (bandiera) | C     | Alberto Sacchetti           |
|    | Italia (bandiera) | C     | Mario Saracino              |
|    | Italia (bandiera) | C     | Pasquale Trabucco           |
|    | Italia (bandiera) | C     | Giuseppe Trotter            |
|    | Italia (bandiera) | C     | Giuseppe Viani (allenatore) |
|    | Italia (bandiera) | C     | Walter Zironi               |
|    | Italia (bandiera) | A     | Gian Battista Cagna         |
|    | Italia (bandiera) | A     | Giuseppe Chiesa             |
|    | Italia (bandiera) | A     | Carlo Girometta             |
|    | Italia (bandiera) | A     | Vincenzo Margiotta          |
|    | Italia (bandiera) | A     | Elio Onorato                |

## Risultati

### Serie C

#### Girone di andata
| Civitavecchia 26 ottobre 1941 1ª giornata            | Civitavecchiese | 0 – 2 referto      | Salernitana | Stadio Littorio |
| \| \| \| \| \| \| Marcatori \| 11’, 27’ Margiotta \| |                 |                    |             |                 |
|                                                      |                 |                    |             |                 |
|                                                      | Marcatori       | 11’, 27’ Margiotta |             |                 |

| Salerno 2 novembre 1941 2ª giornata | Salernitana | 0 – 0 referto | Borzacchini Terni | Campo Littorio |

| Salerno 9 novembre 1941 3ª giornata | Salernitana | 0 – 2 a tavolino referto | Ala Littoria | Campo Littorio |

| Salerno 23 novembre 1941 4ª giornata                                             | Salernitana | 5 – 0 referto | Scafatese | Campo Littorio |
| \| \| \| \| \| Margiotta 8’, 72’ Zironi 26’ Dagianti 55’, 70’ \| Marcatori \| \| |             |               |           |                |
|                                                                                  |             |               |           |                |
| Margiotta 8’, 72’ Zironi 26’ Dagianti 55’, 70’                                   | Marcatori   |               |           |                |

| Castellammare di Stabia 30 novembre 1941 5ª giornata         | Stabia    | 0 – 2 referto              | Salernitana | Stadio San Marco |
| \| \| \| \| \| \| Marcatori \| 35’ Dagianti 85’ Margiotta \| |           |                            |             |                  |
|                                                              |           |                            |             |                  |
|                                                              | Marcatori | 35’ Dagianti 85’ Margiotta |             |                  |

| Salerno 7 dicembre 1941 6ª giornata                                                        | Salernitana | 2 – 2 referto            | Foligno | Campo Littorio |
| \| \| \| \| \| Zironi 31’ (rig.) Margiotta 71’ \| Marcatori \| 35’ Falcioni 85’ Tugnoli \| |             |                          |         |                |
|                                                                                            |             |                          |         |                |
| Zironi 31’ (rig.) Margiotta 71’                                                            | Marcatori   | 35’ Falcioni 85’ Tugnoli |         |                |

| L'Aquila 14 dicembre 1941 7ª giornata                                                              | L'Aquila  | 2 – 3 referto                      | Salernitana | Stadio XVIII Ottobre |
| \| \| \| \| \| Cesaro 18’ Rovelli 81’ (rig.) \| Marcatori \| 28’ (rig.) Dalfini 69’, 70’ Zironi \| |           |                                    |             |                      |
| |           |                                    |             |                      |
| Cesaro 18’ Rovelli 81’ (rig.)                                                                      | Marcatori | 28’ (rig.) Dalfini 69’, 70’ Zironi |             |                      |

| Salerno 21 dicembre 1941 8ª giornata                            | Salernitana | 2 – 0 referto | Chieti | Campo Littorio |
| \| \| \| \| \| Zironi 40’ (rig.) Dalfini 86’ \| Marcatori \| \| |             |               |        |                |
|                                                                 |             |               |        |                |
| Zironi 40’ (rig.) Dalfini 86’                                   | Marcatori   |               |        |                |

| Battipaglia 28 dicembre 1941 9ª giornata                      | Baratta Battipaglia | 1 – 1 referto     | Salernitana |  |
| \| \| \| \| \| Panico 5’ \| Marcatori \| 41’ (aut.) Panoli \| |                     |                   |             |  |
|                                                               |                     |                   |             |  |
| Panico 5’                                                     | Marcatori           | 41’ (aut.) Panoli |             |  |

| Salerno 4 gennaio 1942 10ª giornata            | Salernitana | 1 – 0 referto | VV.FF. Roma | Campo Littorio |
| \| \| \| \| \| Dagianti 86’ \| Marcatori \| \| |             |               |             |                |
|                                                |             |               |             |                |
| Dagianti 86’                                   | Marcatori   |               |             |                |

| Cava de' Tirreni 11 gennaio 1942 11ª giornata         | Cavese    | 1 – 0 referto | Salernitana |  |
| \| \| \| \| \| Rescigno 67’ (rig.) \| Marcatori \| \| |           |               |             |  |
|                                                       |           |               |             |  |
| Rescigno 67’ (rig.)                                   | Marcatori |               |             |  |

| Salerno 18 gennaio 1942 12ª giornata                                                                     | Salernitana | 5 – 2 referto           | Casertana | Campo Littorio |
| \| \| \| \| \| Margiotta 4’ (rig.), 33’, 44’, 85’ Dalfini 71’ \| Marcatori \| 9’ Fusco 21’ Cantarella \| |             |                         |           |                |
| |             |                         |           |                |
| Margiotta 4’ (rig.), 33’, 44’, 85’ Dalfini 71’                                                           | Marcatori   | 9’ Fusco 21’ Cantarella |           |                |

| Torre Annunziata 25 gennaio 1942 13ª giornata           | Savoia    | 1 – 1 referto | Salernitana | Campo Formisano |
| \| \| \| \| \| Negri 23’ \| Marcatori \| 40’ Dalfini \| |           |               |             |                 |
|                                                         |           |               |             |                 |
| Negri 23’                                               | Marcatori | 40’ Dalfini   |             |                 |

| Salerno 1º febbraio 1942 14ª giornata                                    | Salernitana | 3 – 2 referto    | Ilva Bagnolese | Campo Littorio |
| \| \| \| \| \| Dalfini 13’, 18’, 31’ \| Marcatori \| 9’, 85’ Bizzarro \| |             |                  |                |                |
|                                                                          |             |                  |                |                |
| Dalfini 13’, 18’, 31’                                                    | Marcatori   | 9’, 85’ Bizzarro |                |                |

#### Girone di ritorno
| Salerno 15 febbraio 1942 15ª giornata                                              | Salernitana | 5 – 0 referto | Civitavecchiese | Campo Littorio |
| \| \| \| \| \| Dalfini 9’, 53’ Margiotta 64’, 70’ Iacovazzo 88’ \| Marcatori \| \| |             |               |                 |                |
|                                                                                    |             |               |                 |                |
| Dalfini 9’, 53’ Margiotta 64’, 70’ Iacovazzo 88’                                   | Marcatori   |               |                 |                |

| Terni 22 febbraio 1942 16ª giornata                          | Borzacchini Terni | 0 – 2 referto              | Salernitana | Stadio Viale Brin |
| \| \| \| \| \| \| Marcatori \| 23’ Margiotta 89’ Dagianti \| |                   |                            |             |                   |
|                                                              |                   |                            |             |                   |
|                                                              | Marcatori         | 23’ Margiotta 89’ Dagianti |             |                   |

| Roma 21 giugno 1942 17ª giornata                                                                    | Ala Littoria | 3 – 1 Ripetuta referto | Salernitana |  |
| \| \| \| \| \| Mormile 10’ Fasanelli 17’ (rig.) Perugini 57’ \| Marcatori \| 44’ (rig.) Dagianti \| |              |                        |             |  |
| |              |                        |             |  |
| Mormile 10’ Fasanelli 17’ (rig.) Perugini 57’                                                       | Marcatori    | 44’ (rig.) Dagianti    |             |  |

| Scafati 15 marzo 1942 18ª giornata             | Scafatese | 0 – 1 referto | Salernitana |  |
| \| \| \| \| \| \| Marcatori \| 85’ Dagianti \| |           |               |             |  |
|                                                |           |               |             |  |
|                                                | Marcatori | 85’ Dagianti  |             |  |

| Salerno 22 marzo 1942 19ª giornata                                         | Salernitana | 3 – 1 referto | Stabia | Campo Littorio |
| \| \| \| \| \| Rampini 29’ Margiotta 75’, 78’ \| Marcatori \| 19’ Gerbi \| |             |               |        |                |
|                                                                            |             |               |        |                |
| Rampini 29’ Margiotta 75’, 78’                                             | Marcatori   | 19’ Gerbi     |        |                |

| Foligno 29 marzo 1942 20ª giornata | Aeronautica Umbra | 0 – 0 referto | Salernitana |  |

| Salerno 26 aprile 1942 21ª giornata                                  | Salernitana | 2 – 1 referto | L'Aquila | Campo Littorio |
| \| \| \| \| \| Chiesa 55’ Dalfini 71’ \| Marcatori \| 19’ Taverna \| |             |               |          |                |
|                                                                      |             |               |          |                |
| Chiesa 55’ Dalfini 71’                                               | Marcatori   | 19’ Taverna   |          |                |

| Chieti 3 maggio 1942 22ª giornata             | Chieti    | 0 – 1 referto | Salernitana |  |
| \| \| \| \| \| \| Marcatori \| 40’ Dalfini \| |           |               |             |  |
|                                               |           |               |             |  |
|                                               | Marcatori | 40’ Dalfini   |             |  |

| Salerno 10 maggio 1942 23ª giornata                                       | Salernitana | 2 – 1 referto | Baratta Battipaglia | Campo Littorio |
| \| \| \| \| \| Rampini 55’ Margiotta 70’ \| Marcatori \| 47’ Lazzarini \| |             |               |                     |                |
|                                                                           |             |               |                     |                |
| Rampini 55’ Margiotta 70’                                                 | Marcatori   | 47’ Lazzarini |                     |                |

| Roma 17 maggio 1942 24ª giornata                                                     | VV.FF. Roma | 1 – 3 referto                         | Salernitana |  |
| \| \| \| \| \| Ippoliti 71’ \| Marcatori \| 59’ Margiotta 61’ Rampini 86’ Dalfini \| |             |                                       |             |  |
|                                                                                      |             |                                       |             |  |
| Ippoliti 71’                                                                         | Marcatori   | 59’ Margiotta 61’ Rampini 86’ Dalfini |             |  |

| Salerno 24 maggio 1942 25ª giornata                                                                            | Salernitana | 8 – 0 referto | Cavese | Campo Littorio |
| \| \| \| \| \| Margiotta 26’, 59’, 68’, 72’, 86’ Rampini 29’ Dagianti 48’ (rig.) Chiesa 78’ \| Marcatori \| \| |             |               |        |                |
| |             |               |        |                |
| Margiotta 26’, 59’, 68’, 72’, 86’ Rampini 29’ Dagianti 48’ (rig.) Chiesa 78’                                   | Marcatori   |               |        |                |

| Caserta 31 maggio 1942 26ª giornata | Casertana | 0 – 2 a tavolino referto | Salernitana | Stadio Alberto Pinto |

| Salerno 7 giugno 1942 27ª giornata                                                                     | Salernitana | 6 – 1 referto    | Savoia | Campo Littorio |
| \| \| \| \| \| Chiesa 5’, 74’ Dagianti 19’, 47’ Margiotta 69’, 72’ \| Marcatori \| 37’ (rig.) Isada \| |             |                  |        |                |
| |             |                  |        |                |
| Chiesa 5’, 74’ Dagianti 19’, 47’ Margiotta 69’, 72’                                                    | Marcatori   | 37’ (rig.) Isada |        |                |

| Bagnoli (Napoli) 14 giugno 1942 28ª giornata   | Ilva Bagnolese | 1 – 0 referto | Salernitana | Campo Ilva Bagnoli |
| \| \| \| \| \| Franzese 62’ \| Marcatori \| \| |                |               |             |                    |
|                                                |                |               |             |                    |
| Franzese 62’                                   | Marcatori      |               |             |                    |

## Statistiche

### Statistiche di squadra
| Competizione | Punti | In casa | In casa | In casa | In casa | In casa | In casa | In trasferta | In trasferta | In trasferta | In trasferta | In trasferta | In trasferta | Totale | Totale | Totale | Totale | Totale | Totale | DR  |
| Competizione | Punti | G       | V       | N       | P       | Gf      | Gs      | G            | V            | N            | P            | Gf           | Gs           | G      | V      | N      | P      | Gf     | Gs     | DR  |
| ------------ | ----- | ------- | ------- | ------- | ------- | ------- | ------- | ------------ | ------------ | ------------ | ------------ | ------------ | ------------ | ------ | ------ | ------ | ------ | ------ | ------ | --- |
| Serie C      | 43    | 14      | 11      | 2       | 1       | 44      | 12      | 14           | 8            | 3            | 3            | 19           | 10           | 28     | 19     | 5      | 4      | 63     | 22     | +41 |

### Andamento in campionato
| Giornata  | 1 | 2 | 3 | 4 | 5 | 6 | 7 | 8 | 9 | 10 | 11 | 12 | 13 | 14 | 15 | 16 | 17 | 18 | 19 | 20 | 21 | 22 | 23 | 24 | 25 | 26 | 27 | 28 |
| --------- | - | - | - | - | - | - | - | - | - | -- | -- | -- | -- | -- | -- | -- | -- | -- | -- | -- | -- | -- | -- | -- | -- | -- | -- | -- |
| Luogo     | T | C | C | C | T | C | T | C | T | C  | T  | C  | T  | C  | C  | T  | T  | T  | C  | T  | C  | T  | C  | T  | C  | T  | C  | T  |
| Risultato | V | N | P | V | V | N | V | V | N | V  | P  | V  | N  | V  | V  | V  | P  | V  | V  | N  | V  | V  | V  | V  | V  | V  | V  | P  |

Legenda:

Luogo: C = Casa; T = Trasferta. Risultato: V = Vittoria; N = Pareggio; P = Sconfitta.

### Statistiche dei giocatori
Fonte
| Giocatore     | Serie C  | Serie C | Serie C     | Serie C    |
| Giocatore     | Presenze | Reti    | Ammonizioni | Espulsioni |
| ------------- | -------- | ------- | ----------- | ---------- |
| G. Cagna      | 11       | 0       | ?           | ?          |
| G. Chiesa     | 20       | 4       | ?           | ?          |
| V. Dagianti   | 28       | 10      | ?           | ?          |
| M. Dalfini    | 26       | 12      | ?           | ?          |
| C. Girometta  | 0        | 0       | 0           | 0          |
| C. Iacovazzo  | 26       | 1       | ?           | ?          |
| F. Lomi       | 28       | 0       | ?           | ?          |
| V. Margiotta  | 27       | 24      | ?           | ?          |
| A. Monsellato | 1        | 0       | ?           | ?          |
| G. Naddeo     | 0        | 0       | 0           | 0          |
| A. Nardi      | 3        | -3      | ?           | ?          |
| E. Onorato    | 1        | 0       | ?           | ?          |
| F. Pian       | 0        | 0       | 0           | 0          |
| S. Rampini    | 18       | 4       | ?           | ?          |
| A. Rosso      | 27       | 0       | ?           | ?          |
| A. Sacchetti  | 4        | 0       | ?           | ?          |
| M. Saracino   | 6        | 0       | ?           | ?          |
| P. Trabucco   | 1        | 0       | ?           | ?          |
| G. Traverso   | 25       | -17     | ?           | ?          |
| G. Trotter    | 26       | 0       | ?           | ?          |
| G. Viani      | 20       | 0       | ?           | ?          |
| W. Zironi     | 10       | 5       | ?           | ?          |